# Echte christusdoorn
De echte christusdoorn (Paliurus spina-christi) is een plant uit de wegedoornfamilie (Rhamnaceae). 

## Voorkomen
De soort is afkomstig uit het Middellandse Zeegebied en komt ook voor in Zuidwest-Azië en van Centraal-Azië, Marokko, Spanje tot in Iran en Tadzjikistan.

## Uiterlijk
De bladverliezende heester of kleine boom wordt 3-4 m hoog. De bladeren zijn glanzend groen, ovaal, 2-5 cm lang en 1-4 cm breed.
De scheuten hebben twee soorten stekels aan de buitenzijde van elke knik (afwisselend een kromme en een rechte). De plant bloeit van 
juni tot augustus met gele bloemen in trossen. De nootachtige zaadjes zitten in het midden van ronde vruchtvleugels van 2–3,5 cm diameter.

## Etymologie
De soortnaam (Spina = stekel/doorn, christi = van Christus) komt van het verhaal dat de stekelige takken zouden zijn gebruikt om de doornenkroon te maken 
die op Christus' hoofd werd geplaatst voorafgaand aan zijn kruisiging. 
Er zijn meerdere planten die christusdoorn genoemd worden, zo is er een soort giftige vetplant Euphorbia milii uit Madagaskar en de valse christusdoorn (Gleditsia triacanthos) is een boom uit Noord-Amerika